# Olga Romanovska
Olga Romanovska - de son vrai nom Olga Serhiinva Romanovska (En ukrainien: Ольга Сергіївна Романовська) est née le 22 janvier 1986 à Mykolaïv en Ukraine. Elle a été membre du groupe pop russo-ukrainien "Nu Virgos" à partir d'avril 2006 mais l'a quitté en avril 2007 pour élever sa fille. Elle a été remplacée par Meseda Bagaudinova.

## Biographie
Olga est une élève brillante vivant à Mykolaïv, une petite ville ukrainienne.  En 2006, elle passe en troisième année sous la direction de l'université nationale de Kyiv de la Culture et l'Art à la faculté des arts et l'artisanat.[pas clair] Olga participe également à des expositions et des séances photos comme modèle afin de payer ses études.
Début 2006, le groupe "Nu Virgos" assiste au départ de Nadiya Meikher, qui refuse de participer davantage au projet. Pour la remplacer, un casting est organisé dans la foulée et Olga Koryagina décide d'y participer. Elle est choisie, mais pour une raison quelconque, le siège vacant est pris par Hrystyna Kots-Hotlib élue "Miss Kyiv" en 2003. Après trois mois, les producteurs décident qu'elle ne convient pas et décident de donner une chance à Olga. Elle intègre officiellement le groupe le 10 avril 2006. Olga devient très appréciée en tant que nouvelle soliste du groupe.
En mars 2007, Olga annonce sa grossesse et quitte le groupe. Sa dernière apparition dans le groupe a eu lieu le 16 avril. Fin avril de la même année, elle a épousé l'homme d'affaires ukrainien Andrii Romanovsky et au début de septembre, elle a donné naissance à un garçon du nom de Max.

## Discographie

### (Album) Nu Virgos
- L.M.L. (2006)

### (Chanson) Nu Virgos
- 2006 — Л.М.Л.
- 2006 — Цветок и нож

### Carrière Solo
- 2007 — Колыбельная
- 2013 — Тайная любовь
- 2013 — Достучаться до неба

## Clip

### (Clip) Nu Virgos
| L'année | Clip         | Directeur   | Album |
| ------- | ------------ | ----------- | ----- |
| 2006    | Л.М.Л.       | Alan Badoev | TBA   |
| 2006    | Цветок и нож | Alan Badoev | TBA   |

### Clip Solo
| L'année | Clip                          | Directeur   | Album |
| ------- | ----------------------------- | ----------- | ----- |
| 2007    | Колыбельная                   |             | TBA   |
| 2013    | Тайная любовь                 | Kiril Kuzin | TBA   |
| 2016    | Мало малины (feat. Dan Balan) | Alan Badoev | TBA   |

### L'actrice
| Année | Clip                            | Directeur   |
| ----- | ------------------------------- | ----------- |
| 2006  | Без суеты (clip Valery Meladze) | Semen Horov |